# Moralia

Moralia, 1531

Moralia – krótkie utwory o charakterze filozoficznym i pouczającym.
Do autorów tego typu dzieł można zaliczyć między innymi Plutarcha, Erazma z Rotterdamu i Wacława Potockiego.